# Équipe Anjou
 (octobre 2013).
Équipe Anjou est un parti politique montréalais dont le chef est Luis Miranda. Le parti a été fondé dans la foulée de l'élection municipale du 6 novembre 2005. Il s'est sabordé en mai 2008. Le parti renaît en 2013 lors de la dissolution de Union Montréal.

## Historique
La naissance d'Équipe Anjou prend origine dans la démission du président de l'arrondissement d'Anjou, Luis Miranda, de l'Union des citoyens et des citoyennes de l’Île de Montréal (UCIM). Miranda était conseiller municipal dans l'équipe de Gérald Tremblay lors de l'élection municipale de 2001. Fervant défenseur de l'autonomie des arrondissements dans la nouvelle ville de Montréal, Miranda avait claqué la porte du parti lorsque Gérald Tremblay avait fait adopter son plan de décentralisation en 2003,. Luis Miranda avait, par la suite, activement milité en faveur de la défusion de son arrondissement lors des référendums sur les défusions.
En 2005, Miranda décide donc de fonder un nouveau parti politique afin de briguer les suffrages dans l'arrondissement d'Anjou. Lors des élections générales du 6 novembre 2005, le parti remporte l'ensemble des sièges d'Anjou, soit un poste de maire d'arrondissement, un conseiller de ville et trois conseillers d'arrondissement. Cela fait d'Équipe Anjou, le troisième parti en importance à Montréal.
En 2008, quatre des cinq élus d'Équipe Anjou réintègrent le parti de Gérald Tremblay, Union Montréal. Luis Miranda affirme que Union Montréal est « notre famille », laissant entendre que les cinq années passées hors du parti n'étaient qu'un écart de conduite. Un seul conseiller d'arrondissement, Rémy Tondreau, décide de siéger comme indépendant.
En 2013, dans la foulée de la démission de Gérald Tremblay, pour cause d'allégations de corruption, la dissolution d'Union Montréal, et des élections municipales à venir, l'Équipe Anjou revient pour briguer les suffrages, formée des élus sortants dans l'arrondissement. Le soir du vote, le parti remporte à nouveau l'ensemble des 5 sièges.
Ils briguent à nouveau les suffrages en 2017 et sont de nouveau reconduits.

## Résultats électoraux
Équipe Anjou a participé aux élections générales municipales de 2005, 2013, 2017 et 2021.
| Élection        | Poste en élection            | Nombre de candidats / Nombre de sièges en élection | Nombre de sièges obtenus | Pourcentage des voix |
| --------------- | ---------------------------- | -------------------------------------------------- | ------------------------ | -------------------- |
| 6 novembre 2005 | Maire d'Anjou                | 1/1                                                | 1                        | 57,63 %              |
| 6 novembre 2005 | Conseiller de ville          | 1/1                                                | 1                        | 54,46 %              |
| 6 novembre 2005 | Conseillers d'arrondissement | 3/3                                                | 3                        | 51,34 %              |
| 3 novembre 2013 | Maire d'Anjou                | 1/1                                                | 1                        | 56,46 %              |
| 3 novembre 2013 | Conseiller de ville          | 1/1                                                | 1                        | 54,06 %              |
| 3 novembre 2013 | Conseillers d'arrondissement | 3/3                                                | 3                        | 49,59 %              |
| 5 novembre 2017 | Maire d'Anjou                | 1/1                                                | 1                        | 54,27 %              |
| 5 novembre 2017 | Conseiller de ville          | 1/1                                                | 1                        | 47,40 %              |
| 5 novembre 2017 | Conseillers d'arrondissement | 3/3                                                | 3                        | 39,99 %              |
| 7 novembre 2021 | Maire d'Anjou                | 1/1                                                | 1                        | 70,42 %              |
| 7 novembre 2021 | Conseiller de ville          | 1/1                                                | 1                        | 67,81 %              |
| 7 novembre 2021 | Conseillers d'arrondissement | 3/3                                                | 3                        | 71,99 %              |